# Carla Casals
Carla Casals Solé (nascida em 6 de fevereiro de 1987) é uma nadadora paralímpica espanhola. Representou a Espanha nos Jogos Paralímpicos de Verão de 2012 em Londres. Ao disputar o Mundial de 2009 no Rio de Janeiro, Carla ganhou a medalha de prata nos 200 metros borboleta, além de bronze nos 100 metros medley. Disputou o Mundial de 2013.